# Štěpánka Hilgertová
Štěpánka Hilgertová, född den 10 april 1968 i Prag, Tjeckien, är en tjeckisk kanotist.
Hon tog OS-guld i K-1 slalom i samband med de olympiska kanottävlingarna 1996 i Atlanta.
Hon tog OS-guld igen i samma gren i samband med de olympiska kanottävlingarna 2000 i Sydney.